# Santiago Gómez Cora

a Compétitions nationales et continentales officielles uniquement.

b Matchs officiels uniquement.
Santiago Gomez Cora est un joueur international argentin de rugby à sept entre 2000 et 2010. Au moment de sa retraite, il détenait le record d'essais marqués dans les World Rugby Sevens Series avec 230 unités. Depuis 2013, il est l'entraineur principal de l'équipe d'Argentine de rugby à sept.

## Carrière
Santiago Gomez Cora dispute entre 2000 et 2010 les World Sevens Series, plus importante compétition de rugby à sept. Il dispute notamment le URBA Top 14, championnat de rugby à XV de Buenos Aires avec le Lomas Atheltic Club entre 2009 et 2010.
Santiago Gomez Cora détient à la fin de sa carrière, en 2010, le record d'essais inscrits dans les World Series avec 230 essais. Son record est battu six ans plus tard par le Kenyan Collins Injera en mai 2016.
Après sa carrière, il commence par entrainer la section de rugby à sept de l'Union de Rugby de Buenos Aires puis l'équipe de rugby à sept d'Argentine féminine et, à partir de la saison 2013-2014, il devient le sélectionneur de l'équipe de rugby à sept d'Argentine.
Il est le sélectionneur argentin qui participe à la première apparition du rugby à sept aux Jeux olympiques en 2016, compétition à l'issue de laquelle son équipe termine à la sixième place.

## Parcours de joueur en World Series

### Palmarès
- 3e des World Series en 2003-2004
- Double vainqueur du USA rugby sevens en 2004 et 2009

### Statistiques
- 10 saisons disputés
  - 214 matches disputés
  - 61 tournois joués
- 1 178 points inscrits (5,5 par match en moyenne)
  - 230 essais
  - 14 transformations

## Parcours d'entraineur
- Meilleur classement en World Series : 5e en 2014-2015 et 2015-2016
- 6e aux Jeux olympiques en 2016